# フォークト関数

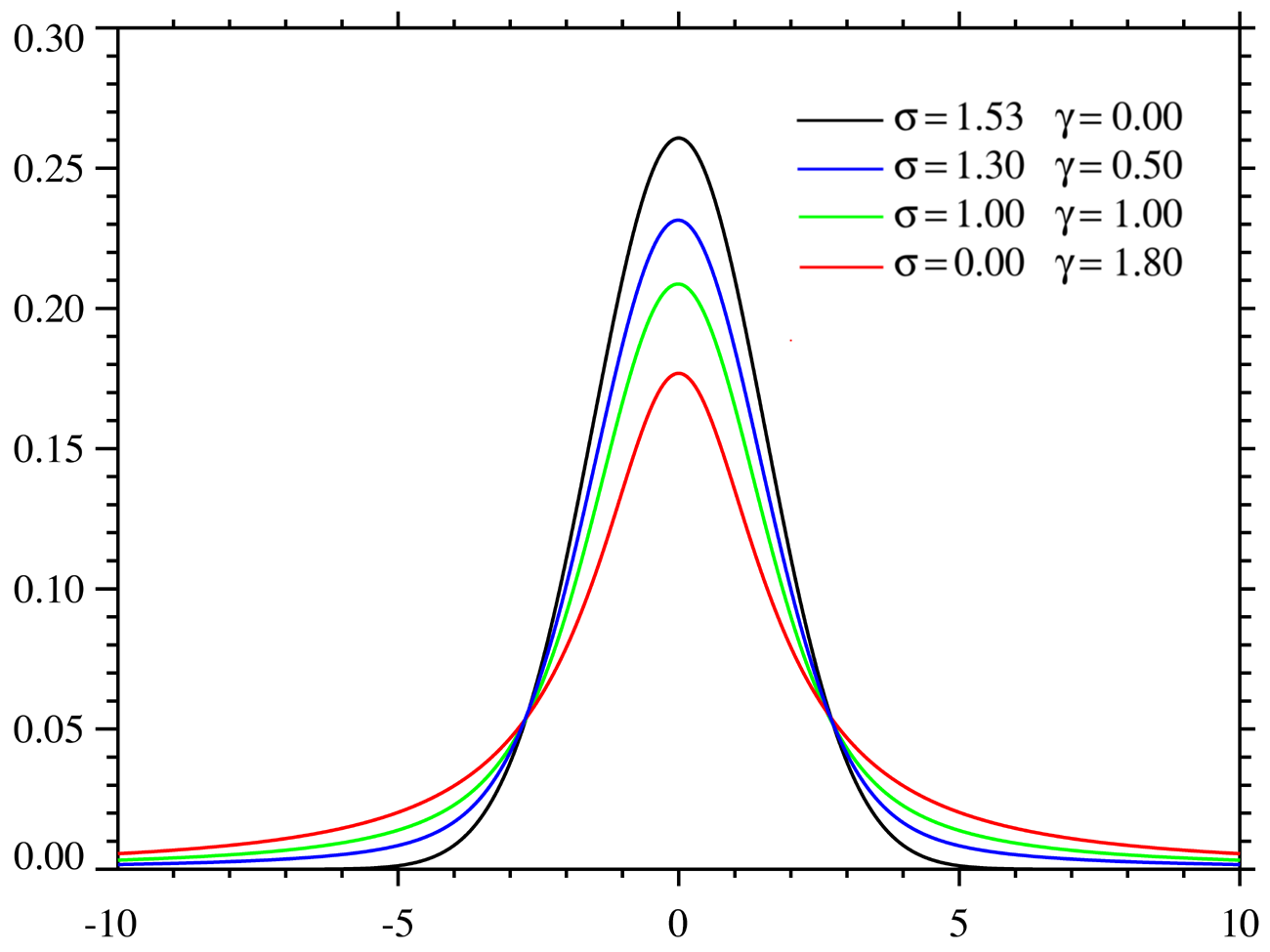
フォークト関数の例

フォークト関数（Voigt function、フォークトかんすう）は分光学のスペクトルの幅にみられる分布関数である。ドイツの物理学者ヴォルデマール・フォークトの名にちなんでいる。ホイクト関数と表記される場合もある。また、フォークト分布やフォークト・プロファイル（Voigt profile）と呼ばれることもある。
X線、ガンマ線を含む電磁波は固有の線スペクトルにコーシー分布（ローレンツ分布）であらわされる分布をもっていて、それを分光器で観測する時、原子の熱振動などランダムな事象による正規分布（ガウス分布）にしたがう分布の広がりが加わることになる。したがってスペクトルの分布はガウス分布 G(x; σ) とローレンツ分布 L(x; γ) が畳み込みされた関数によって
{\displaystyle V(x;\sigma ,\gamma )=\int _{-\infty }^{\infty }G(x';\sigma )L(x-x';\gamma )\,dx'}
と表される。ただしここで x はピーク中心を x = 0 とし、
{\displaystyle {\begin{aligned}G(x;\sigma )&\equiv {\frac {1}{\sigma {\sqrt {2\pi }}}}\exp \left(-{\frac {x^{2}}{2\sigma ^{2}}}\right)\\L(x;\gamma )&\equiv {\frac {\gamma }{\pi (x^{2}+\gamma ^{2})}}\end{aligned}}}
である。
フォークト関数は正規化された分布関数の畳み込みなので、それ自身も正規化されている。
{\displaystyle \int _{-\infty }^{\infty }V(x;\sigma ,\gamma )\,\mathrm {d} x=1}